# Rosángela Balbó
Rosángela Balbó (Turín; 16 de abril de 1941 - Ciudad de México; 3 de noviembre de 2011) nacida como Rosa Ángela Giovanna Balbó Rosso, fue una actriz italiana nacionalizada mexicana, quien desempeñó su carrera en cine, teatro y televisión.

## Biografía
Nació en la región de Piamonte, Italia. Cuando era muy pequeña la actriz y su familia abandonaron Italia y se radicaron en Argentina. En este país estudió actuación y debutó en la película argentina Amorina en 1961. A ésta le siguieron títulos como Buscando a Mónica, Los que verán a Dios y Los hipócritas. 
En 1967, abandonó Argentina y viajó a México donde se radicó en los últimos años de vida, debutando en el país en la película La perra, compartiendo escena con Julio Alemán y Carlos López Moctezuma. A esta le siguieron una variedad de películas como La cama, Tres amigos, El hermano Capulina, La hora desnuda, Pistolero del diablo y Hoy no circula. También trabajó en una infinidad de telenovelas como Pobre Clara, Juegos del destino, Alcanzar una estrella II, Acapulco, cuerpo y alma, Ángela, Tres mujeres, Siempre te amaré, Heridas de amor y Las tontas no van al cielo.Las últimas telenovelas en las que participó fueron Rafaela producida por Nathalie Lartilleux Nicaud y La fuerza del destino producida por Rosy Ocampo, ambas del año 2011.También destacó en teatro, en obras como Los árboles mueren de pie y Los monólogos de la vagina.
En 2010, fue diagnosticada con cáncer de pulmón. Debido a esto dejó su hábito de fumar el cual consistía en dos cajetillas diarias de cigarrillos. La actriz se recuperó y siguió trabajando, aunque un año después que fue en 2011 su dolencia resurgió agresivamente y se alojó en su pulmón izquierdo. A pesar de que la actriz luchó contra su enfermedad, finalmente, perdió la batalla, el 3 de noviembre de 2011.
Al momento de su muerte la actriz fungía como presidenta de la estancia infantil y del jardín de niños de la ANDA a través del patronato Rosa Mexicano.
Fue velada en una funeraria de la Colonia San Rafael. Sus restos fueron cremados y depositados dentro de una urna en una cripta cerca del edificio de la ANDA.
Entusiasta defensora de los animales Rosangela Balbó cooperaba en el rescate y la búsqueda de hogar de animales callejeros.

## Filmografía

### Telenovelas
- La fuerza del destino (2011) .... Olga de los Santos
- Rafaela (2011) .... Sara
- Corazón salvaje (2009 - 2010) .... Inés de Villarreal
- Mar de amor (2009 - 2010) .... Estefanía Peralta
- Camaleones (2009 - 2010) .... Marcela de Castillo
- Las tontas no van al cielo (2008) .... Margarita Lizárraga de Molina
- Al diablo con los guapos (2007 - 2008) .... Señora Corcuera
- Destilando amor (2007) .... Josephine
- La fea más bella (2006 - 2007)
- Heridas de amor (2006) .... Rebeca Campuzano
- Barrera de amor (2005 - 2006) .... Cayetana Linares
- Piel de otoño (2005) .... Elvira Castañeda
- Sueños y caramelos (2005) .... Magda
- Amy, la niña de la mochila azul (2004) .... Doña Perpetua de Betancourt
- Clase 406 (2002 - 2003) .... Bertha Ponce
- Así son ellas (2002 - 2003) .... Martha de Corso
- La otra (2002) .... Socorrito
- Amigas y rivales (2001) .... Magdalena de Morell
- Por un beso (2000 - 2001) .... Doctora Guzmán
- El precio de tu amor (2000 - 2001) .... Giovanna
- Siempre te amaré (2000) .... Constanza de la Parra
- Tres mujeres (1999 - 2000) .... Rosa María Sánchez
- Ángela (1998 - 1999) .... Esther Miranda Parra de Lizárraga
- Acapulco, cuerpo y alma (1995 - 1996) .... Claudia de San Román
- María José (1995)
- Marimar (1994) .... Eugenia
- Sueño de amor (1993) .... Marcela
- Carrusel de las Américas (1992) .... Bertha
- Alcanzar una estrella II (1991) .... Mariana Castellar
- Juegos del destino (1981) .... Leticia
- Pobre Clara (1975) .... Lourdes
- Cristo negro (1971)
- La pulpera de Santa Lucía (1968) .... Jacobita

### Series de TV
- La rosa de Guadalupe (2009) .... Ángela.
- Mujeres asesinas (2008) .... Giovanna (1 episodio: "Mónica, acorralada").
- ¿Qué nos pasa? (1998) (1 episodio).
- Mujer, casos de la vida real (1994 - 2006) (Varios episodios).

### Películas
- Reclusorio III (1999)
- Aunque seas ajena (1998)
- Jóvenes amantes (1997)
- Hoy no circula (1993)
- Federal de narcóticos (División Cobra) (1991)
- Pacto de sinvergüenzas (1991)
- Dando y dando (1990)
- El jardín de la paz (1990)
- Traficantes del vicio (1990)
- Mi vecina me fascina (1990)
- Mi compadre Capulina (1989)
- Pobres ricos (1989)
- Bandas guerreras (1989)
- Pánico en el bosque (1989)
- El gran relajo mexicano (1988)
- Mi querida vecindad (1985)
- El patrullero 777 (1978)
- Pistolero del diablo (1974) .... Bertha
- Entre pobretones y ricachones (1973)
- La hora desnuda (1971)
- The Incredible Invasion (1971)
- El hermano Capulina (1970)
- Tres amigos (1970) .... Carmen
- El bulín (1969)
- La muñeca perversa (1969) .... Leticia
- La cama (1968) .... Mucama
- Matrimonio a la argentina (1968)
- Crimen sin olvido (1968)
- La perra (1967) .... Violeta
- Ritmo, amor y juventud (1966)
- Las locas del conventillo (1966)
- Lucía (1966)
- La gorda (1966)
- Hotel alojamiento (1966)
- Villa Delicia: playa de estacionamiento, música ambiental (1966)
- La industria del matrimonio (1965)
- Los hipócritas (1965)
- Los que verán a Dios (1963)
- Dar la cara (1962)
- Dr. Cándido Pérez, señoras (1962)
- Buscando a Mónica (1962)
- Amorina (1961)

## Teatro
- Los árboles mueren de pie.
- Los monólogos de la vagina.
- Mujeres juntas... ni difuntas.